# 坂本真佐哉
坂本 真佐哉（さかもと まさや、1963年- ）は、日本の心理学者、神戸松蔭女子学院大学教授。

## 人物・来歴
大分市生まれ。1986年琉球大学法文学部社会学科心理学専攻卒業。1986-89年九州大学医学部心療内科聴講生、1989年小郡まきはら病院心理・社会部臨床心理士、1991年大分医科大学医学部（現、大分大学医学部）臨床薬理学講座臨床心理士、2001年神戸松蔭女子学院大学文学部助教授、08年准教授、09年教授、2020年副学長。

## 著書
- 『今日から始まるナラティヴ・セラピー 希望をひらく対人援助』日本評論社、2019.8

### 共編著
- 『心理療法テクニックのススメ』和田憲明,東豊共著. 金子書房, 2001.6
- 『不登校・ひきこもりに効くブリーフセラピー』黒沢幸子共編. 日本評論社, 2016.7
- 『逆転の家族面接』編. 日本評論社, 2017.6
- 『はじめての家族療法 クライエントとその関係者を支援するすべての人へ』浅井伸彦編著, 松本健輔著, 監修. 北大路書房, 2021.9

翻訳
- S.マディガン『ナラティヴ・セラピストになる 人生の物語を語る権利をもつのは誰か?』児島達美,国重浩一, バーナード紫共監訳. 北大路書房, 2015.8

## 論文
- <坂本真佐哉